# Emilio Prini
Emilio Prini (Stresa, 1943 – Roma, 2 settembre 2016) è stato un artista italiano, esponente di quella corrente che il critico Germano Celant ha definito "arte povera".

## Biografia
Originario di Stresa, Emilio Prini è stato incluso da subito nel collettivo di artisti fondatori della cosiddetta corrente Arte Povera. Il movimento, fondato dal critico d'arte Germano Celant nel 1967, include oltre a Emilio Prini i seguenti artisti: Giovanni Anselmo, Pier Paolo Calzolari, Luciano Fabro, Jannis Kounellis, Mario Merz, Giulio Paolini, Marisa Merz, Pino Pascali, Giuseppe Penone, Michelangelo Pistoletto e Gilberto Zorio.
Emilio Prini ha caratterizzato la sua carriera artistica da un atteggiamento schivo e riservato. Il numero delle opere da lui prodotte è molto limitato. La sua arte concettuale è contraddistinta dalla cosiddetta non responsabilità soggettiva del proprio lavoro.
Ha partecipato alle principali mostre internazionali della corrente dell'arte povera fra il 1967 e il 1971. Quindi se ne è distanziato unendosi alle mostre dedicate al movimento solo per Documenta X a Kassel nel 1997 e Arte Povera alla Tate Gallery di Londra nel 2001.